# Arthrostylidium cubense
Arthrostylidium cubense là một loài tre thuộc chi Arthrostylidium có nguồn gốc từ Trung Mỹ, Tây Ấn, phía bắc Nam Mỹ, và phía nam Mexico. Loài này được Rupr. mô tả khoa học đầu tiên năm 1839.